# Бролл, Дэвид
Дэвид Бролл (англ. David Broll; 4 января 1993, Миссиссога, Канада) — профессиональный канадский хоккеист, правый крайний нападающий. Игрок клуба АХЛ «Сиракьюз Кранч».

## Игровая карьера

### Клубная карьера
Дэвид Бролл выступал в Хоккейной лиге Онтарио за «Эри Оттерз» и «Су-Сент-Мари Грейхаундз» на протяжении четырёх сезонов с 2009 по 2013 год. В 2011 году на драфте НХЛ его в шестом раунде выбрал «Торонто Мейпл Лифс». 30 июня 2011 года Бролл подписал с «Торонто» контракт новичка.
Первый матч в НХЛ Бролл провел 10 октября 2013 года против «Нэшвилл Предаторз», в котором был удален за драку с Мэттом Хендриксом. Первое очко Дэвид заработал в матче против «Эдмонтон Ойлерз», отдав голевую передачу.

### В сборной
В 2010 году в составе юниорской сборной Канады Дэвид Бролл принимал участие в Мемориале Глинки, где канадцы заняли первое место.